# Гето Казале (Римини)
Гето Казале је насеље у Италији у округу Римини, региону Емилија-Ромања.
Према процени из 2011. у насељу је живело 76 становника. Насеље се налази на надморској висини од 22 м.